# Дронтен
Дронтен (нід. Dronten) — місто й муніципалітет у провінції Флеволанд у центральній частині Нідерландів. Населення муніципалітету — 38 684 чоловік (на 30 червня 2008 року), площа муніципалітету — 423,86 км кв (суша — 334,35 км кв, вода — 89,51 км кв). Населення міста — 25 657 чоловік (2005).

## Історія
Плани по будівництву міста вперше почали створюватися на початку 1950-х рр. Але вперше реальні плани були показані в 1958 році. Засноване місто було в 1960 році. Відразу після цього почало обговорюватися питання, чи належить Дронтен бути просто містом або містом з окремим місцевим самоврядуванням. Перші плани припускали, що населення міста (у майбутньому - Дронтена) складе 15 000 чоловік, тоді як наступні плани - 30 000 жителів. Перші плани припускали створення 10 селищ навколо більшого міста. Число селищ було зменшено, що б розв'язати проблему щодо збільшування трафіка, що демонстрував муніципалітет, що розвивається, Нордостполдер. Зрештою було вирішено, що буде побудовано два селища, Біддінгейзен (нід. Biddinghuizen) і Свіфтербант (нід. Swifterbant), а також місто - Дронтен.
1 січня 1972 року Дронтен одержав свою сучасну назву.
В 1995 році неподалік від міста пройшли XVIII Всесвітні скаутські збори. У них взяло участь 28 960 скаутів із усього світу.
У Дронтені розташований Аграрний коледж.

## Визначні пам'ятки

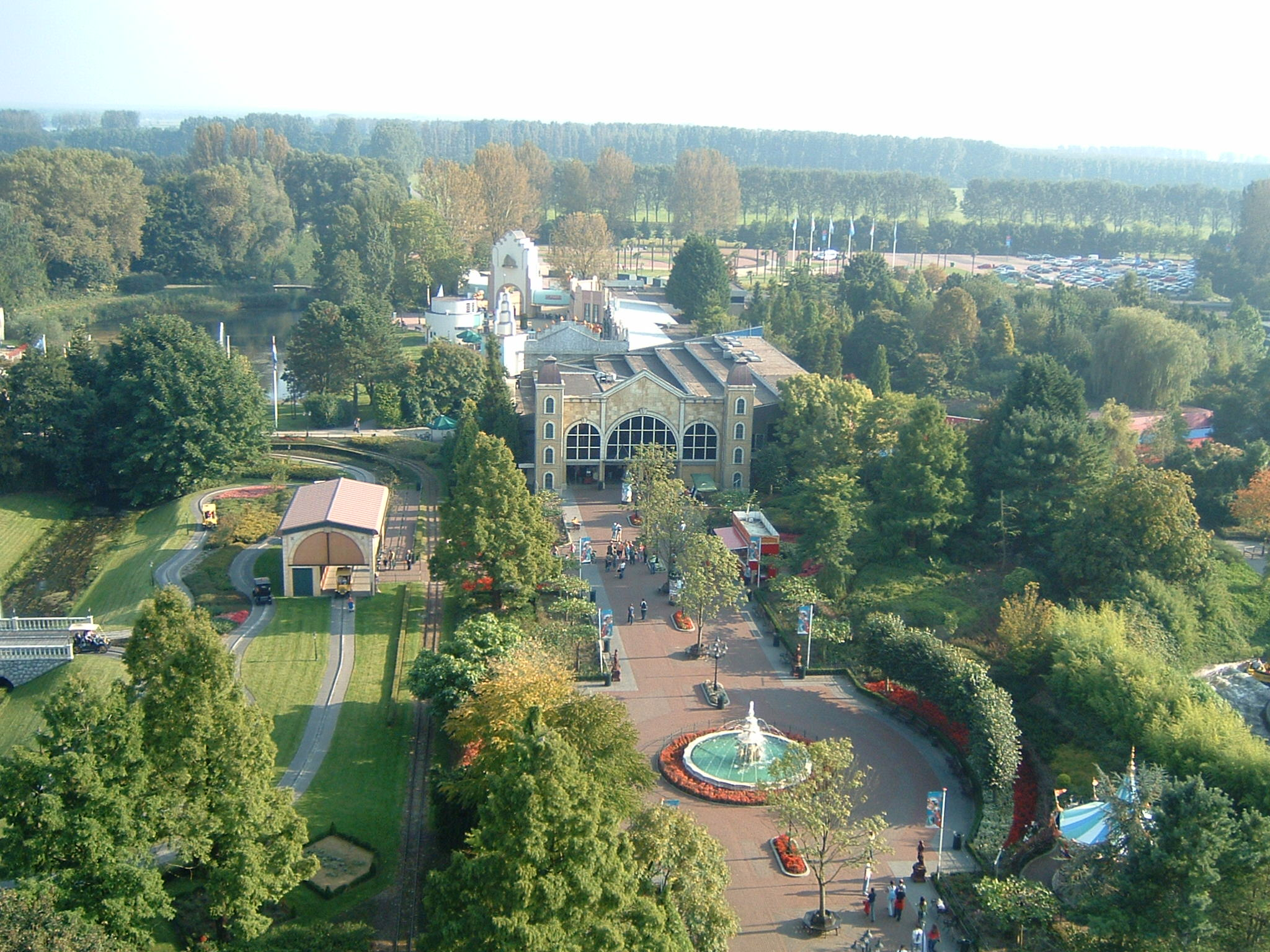
парк атракціонів «Світ Валібу»

У селищі Біддінгейзен перебуває парк атракціонів «Світ Валібу»